# Ołeksandr Hawryluk

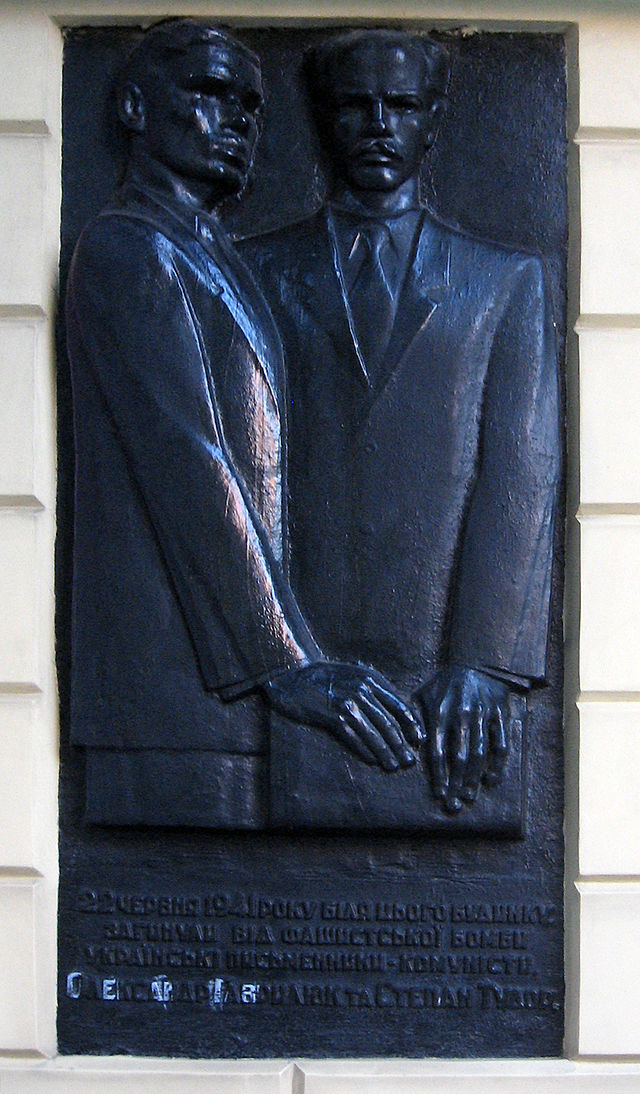
Nieistniejąca już tablica pamiątkowa na miejscu śmierci Tudora-Ołeksiuka i Hawryluka

Ołeksandr Hawryluk (Aleksander Hawryluk, ur. 23 kwietnia 1911 we wsi Zabłocie w powiecie Biała Podlaska zm. 22 czerwca 1941 we Lwowie) – ukraiński pisarz.
Po wybuchu I wojny światowej i zmobilizowaniu ojca do armii carskiej został wraz z rodziną ewakuowany do Petersburga. 1915 przeniósł się z matką do guberni woroneskiej, następnie do guberni charkowskiej. Pod koniec 1917 powrócił do Zabłocia i rozpoczął naukę w miejscowej szkole powszechnej, z której w 1921 został wydalony za kolportowanie wierszy antyklerykalnych. Następnie był samoukiem. Jako 14-letni chłopiec związał się z ruchem robotniczym i w 1925 został po raz pierwszy aresztowany. Zajmował się w tym czasie kolportażem nielegalnych wydawnictw, kierował także sekcją MOPR w Zabłociu. 30 kwietnia 1929 ponownie aresztowany i osadzony w więzieniu w Białej Podlaskiej; oskarżony o posiadanie i kolportaż nielegalnej literatury. Przebywając w więzieniu, napisał wiersz zatytułowany „Dumka więźnia”, umieszczony następnie w piśmie „Zachidna Ukrajina”. Po zwolnieniu z więzienia na początku września 1929 inwigilowany i represjonowany. Po utworzeniu 1929 we Lwowie z inicjatywy KPZU organizacji rewolucyjnej pisarzy ukraińskich „Horno”, został jej aktywnym członkiem.
W końcu 1929 wstąpił do KPZB. 1930–1933 prowadził aktywną działalność na terenie powiatu Biała Podlaska. Sekretarz Komitetu Powiatowego KPZB w Zabłociu. 24 sierpnia 1933 aresztowany przy próbie przekroczenia granicy polsko-sowieckiej w pobliżu miejscowości Głębokie i skazany na 4 miesiące aresztu. 1935–1936 członek Centralnej Redakcji KC KPZU, redagował nielegalne pisma partyjne. 4 stycznia 1937 aresztowany i osadzony w obozie w Berezie Kartuskiej; zwolniony 3 maja tego samego roku. Autor opowiadań napisanych w duchu rewolucyjnym, gloryfikujących partię bolszewicką oraz nowy system komunistyczny i piętnujących system burżuazyjny.
Zginął w bombardowaniu Lwowa podczas niemieckiej inwazji na ZSRR. Wraz z nim zginęła grupka lwowskich pisarzy – Tudor-Ołeksiuk, Parecki i ich żony, oraz Zofia Charszewska.